# Goleada
Una goleada es una expresión utilizada en el deporte para indicar que un equipo ha ganado a otro por una gran diferencia de goles.

## Fútbol
En fútbol, se considera como  goleada a un encuentro en el cual el equipo vencedor posee una diferencia de tres o más goles sobre su contrincante aunque, en ocasiones, se usa el término goleada para designar victorias en las que el equipo ganador marca tres o más goles, sin importar la diferencia sobre su rival.
A nivel mundial, la mayor goleada que se tiene registro fue la victoria del AS Adema, de Madagascar, sobre el Stade Olympique L'Emyrne (SOE), por los play-off del Campeonato Malgache de Fútbol de 2002, por 149 a 0. Tal marcador ocurrió debido a la protesta de los jugadores del SOE por un fallo del árbitro que ellos consideraron que los perjudicaba. Por ello, el entrenador del SOE ordenó que marcasen tantos goles en su propia puerta como pudieran, ante la mirada de los jugadores rivales.
Fuera de esta, la mayor goleada fue la del Arbroath FC por 36 a 0 al Bon Accord, por la Copa de Escocia de 1885. El mismo día de ese partido, por la misma competición, el Dundee Harp derrotó por 35 a 0 al Aberdeen Rovers.
La mayor goleada en un partido oficial entre selecciones nacionales ocurrió en el partido Australia 31 - 0 Samoa Americana en el 2001.

### Mayores goleadas entre selecciones en torneos oficiales
La siguiente tabla muestra las mayores goleadas en torneos de selecciones nacionales; considerando en esto a las competencias de la rama varonil y femenil, y sus correspondientes categorías organizadas por la FIFA, incluyendo los Torneos olímpicos organizados en conjunto con el Comité Olímpico Internacional. De igual manera se incluyen las victorias más abultadas de dos de las variantes del balompié regidas por FIFA (sala y playa). Se agregan además todos los torneos de selecciones absolutas y eventos multideportivos vigentes, organizados por cada una de las seis confederaciones adscritas a la FIFA.
| Torneo                                   | Edición                                                 | Fecha               | Equipo vencedor       | Equipo perdedor    | Resultado |
| ---------------------------------------- | ------------------------------------------------------- | ------------------- | --------------------- | ------------------ | --------- |
| Copa Mundial de Fútbol                   | España 1982                                             | 15 de junio         | Hungría               | El Salvador        | 10-1      |
| Eliminatoria para Copa Mundial de Fútbol | Eliminatorias Mundial 2002                              | 11 de abril de 2001 | Australia             | Samoa Americana    | 31-0      |
| Copa FIFA Confederaciones                | Brasil 2013                                             | 20 de junio         | España                | Tahití             | 10-0      |
| Eurocopa                                 | Bélgica - Países Bajos 2000                             | 25 de junio         | Países Bajos          | R. F. Yugoslavia   | 6-1       |
| Copa América                             | Uruguay 1942                                            | 22 de enero         | Argentina             | Ecuador            | 12-0      |
| Copa de Oro de la Concacaf               | Copa de Oro 1993                                        | 11 de julio         | México                | Martinica          | 9-0       |
| Copa Africana de Naciones                | Gabón - Guinea Ecuatorial 2012                          | 28 de enero         | Guinea                | Botsuana           | 6-1       |
| Copa Africana de Naciones                | Sudán 1970                                              | 10 de febrero       | Costa de Marfil       | Etiopía            | 6-1       |
| Copa de las Naciones de la OFC           | Polinesia Fr. 2000                                      | 19 de junio         | Australia             | Islas Cook         | 17-0      |
| Copa Asiática                            | Irán 1976                                               | 3 de junio          | Irán                  | Yemen del Sur      | 8-0       |
| Liga de las Naciones de la UEFA          | Liga de las Naciones de la UEFA 2018-19                 | 8 de septiembre     | Suiza                 | Islandia           | 6-0       |
| Liga de las Naciones de la UEFA          | Liga de las Naciones de la UEFA 2018-19                 | 14 de septiembre    | España                | Croacia            | 6-0       |
| Liga de Naciones Concacaf                | Clasificación para la Liga de Naciones Concacaf 2019-20 | 10 de septiembre    | Haití                 | Sint Maarten       | 13-0      |
| Torneo Olímpico                          | Londres 1908                                            | 22 de octubre       | Dinamarca             | Francia            | 17-1      |
| Copa Mundial de Fútbol Sub-20            | Polonia 2019                                            | 30 de mayo          | Noruega               | Honduras           | 12-0      |
| Copa Mundial de Fútbol Sub-17            | Egipto 1997                                             | 11 de diciembre     | España                | Nueva Zelanda      | 13-0      |
| Copa Mundial Femenina de Fútbol          | Francia 2019                                            | 11 de junio         | Estados Unidos        | Tailandia          | 13-0      |
| Torneo Olímpico (femenil)                | Atenas 2004                                             | 3 de agosto         | Alemania              | China              | 8-0       |
| Copa Mundial Femenina de Fútbol Sub-20   | Japón 2012                                              | 11 de agosto        | Corea del Norte       | Argentina          | 9-0       |
| Copa Mundial Femenina de Fútbol Sub-20   | Papúa Nueva Guinea 2016                                 | 13 de noviembre     | Brasil                | Papúa Nueva Guinea | 9-0       |
| Copa Mundial Femenina de Fútbol Sub-17   | Azerbaiyán 2012                                         | 22 de septiembre    | Corea del Norte       | Gambia             | 11-0      |
| Copa Mundial Femenina de Fútbol Sub-17   | Azerbaiyán 2012                                         | 25 de septiembre    | Nigeria               | Azerbaiyán         | 11-0      |
| Fútbol en los Juegos Panamericanos       | Ciudad de México 1975                                   | 17 de octubre       | Brasil                | Nicaragua          | 14-0      |
| Juegos Centroamericanos y del Caribe     | Caracas 1959                                            | 7 de enero          | Antillas Neerlandesas | Puerto Rico        | 15-0      |
| Torneo Olímpico de la Juventud           | Singapur 2010                                           | 16 de agosto        | Bolivia               | Haití              | 9-0       |
| Torneo Olímpico de la Juventud           | China 2014                                              | 18 de agosto        | Corea del Sur         | Vanuatu            | 9-0       |
| Fútbol en los Juegos del Pacífico        | Papúa Nueva Guinea 2015                                 | 6 de julio          | Vanuatu               | Micronesia         | 46-0      |
| Copa Mundial de Fútbol Playa de FIFA     | Bahamas 2017                                            | 29 de abril         | Senegal               | Bahamas            | 10-1      |
| Copa Mundial de fútbol sala de la FIFA   | Brasil 2008                                             | 6 de octubre        | Rusia                 | Islas Salomón      | 31-2      |

### Mayores goleadas entre clubes en torneos oficiales

#### En torneos internacionales
| Europa                             |         |                         |                    |                  |           |
| Torneo                             | Edición | Fecha                   | Equipo local       | Equipo visitante | Resultado |
| Liga de Campeones de la UEFA       | 1973-74 | 3 de octubre de 1973    | Dinamo Bucarest    | Crusaders FC     | 11-0      |
| Copa de la UEFA                    | 1984-85 | 3 de octubre de 1984    | Ajax Ámsterdam     | Red Boys         | 14-0      |
| Recopa de Europa                   | 1963-64 | 13 de noviembre de 1963 | Sporting de Lisboa | APOEL Nicosia FC | 16-1      |
| Copa de Ferias                     | 1965-66 | 5 de octubre de 1965    | Köln               | U. S. Luxemburgo | 13-0      |
| Liga Europa Conferencia de la UEFA | 2021-22 | 21 de octubre de 2021   | Chelsea FC         | FC Noah          | 8-0       |

| Sudamérica                   |         |                  |                   |                      |           |
| Torneo                       | Edición | Fecha            | Equipo local      | Equipo visitante     | Resultado |
| Copa Libertadores de América | 1970    | 15 de marzo      | Peñarol           | Carabobo Fútbol Club | 11-2      |
| Copa Sudamericana            | 2022    | 26 de mayo       | Oriente Petrolero | Fluminense           | 1-10      |
| Copa Mercosur                | 1999    |                  |                   |                      |           |
| Copa Mercosur                | 1999    | 7 de octubre     | Flamengo          | Universidad de Chile | 7-0       |
| Copa Merconorte              | 2001    | 23 de agosto     | Millonarios       | Deportivo Italchacao | 5-0       |
| Copa Conmebol                | 1992    | 5 de agosto      | Junior            | Marítimo             | 6-0       |
| Copa Conmebol                | 1994    | 25 de noviembre  | Corinthians       | Minervén             | 6-0       |
| Copa Conmebol                | 1995    | 14 de noviembre  | Atlético Mineiro  | Mineros de Guayana   | 6-0       |
| Copa Conmebol                | 1996    | 18 de septiembre | River Plate       | Porongos             | 6-0       |

| África                       |         |              |                 |                  |           |
| Torneo                       | Edición | Fecha        | Equipo local    | Equipo visitante | Resultado |
| Liga de Campeones de la CAF  | 2011    | 28 de enero  | Raja Casablanca | Tourbillon       | 10-1      |
| Copa Confederación de la CAF | 2010    | 28 de agosto | Haras El Hodood | Gaborone United  | 8-1       |
| Copa CAF                     | 2000    | 18 de marzo  | Étoile du Sahel | Chingale de Tete | 10-0      |
| Recopa Africana              | 1994    | 1 de junio   | Mbilinga FC     | Renaissance FC   | 13-0      |

| Asia                        |         |                 |                 |                  |           |
| Torneo                      | Edición | Fecha           | Equipo local    | Equipo visitante | Resultado |
| Liga de Campeones de la AFC | 2001-02 | 21 de noviembre | Suwon Bluewings | Saunders SC      | 18-0      |
| Copa AFC                    | 2011    | 27 de abril     | Nasaf Qarshi    | Dempo            | 9-0       |

| Norte, Centroamérica y Caribe        |         |                          |               |                  |           |
| Torneo                               | Edición | Fecha                    | Equipo local  | Equipo visitante | Resultado |
| Liga Concacaf                        | 2017    | 14 de septiembre         | Plaza Amador  | Olimpia          | 1 - 7     |
| Copa Interclubes de la UNCAF         | 2002    | 13 de octubre            | Árabe Unido   | Deportivo Jalapa | 19-0      |
| Copa Centroamericana de Fútbol Playa | 2014    | 16 de noviembre          | Costa Rica    | Belice           | 19-5      |
| Copa de Campeones de la Concacaf     | 1976    | 11 de julio              | SV Voorwaarts | Christianburg    | 12-0      |
| Concacaf Liga Campeones              | 2016-17 | 13 de septiembre de 2016 | Pachuca       | Police United    | 11-0      |

| Oceanía                         |         |                       |                   |                |           |
| Torneo                          | Edición | Fecha                 | Equipo 1          | Equipo 2       | Resultado |
| Campeonato de Clubes de Oceanía | 1999    | 22 de septiembre      | Central United    | SC Lotoha'apai | 16-0      |
| Campeonato de Clubes de Oceanía | 2001    | 9 de enero            | Wollongong Wolves | SC Lotoha'apai | 16-0      |
| Liga de Campeones de la OFC     | 2011-12 | 29 de octubre de 2011 | Waitakere United  | AS Tefana      | 10-0      |
| Liga de Campeones de la OFC     | 2013    | 13 de abril           | Auckland City     | AS Mont-Dore   | 12-2      |

| Interconfederativos    |         |                  |                  |                  |           |
| Torneo                 | Edición | Fecha            | Equipo local     | Equipo visitante | Resultado |
| Copa Intercontinental  | 1961    | 17 de septiembre | Peñarol          | Benfica          | 5-0       |
| Copa Mundial de Clubes | 2025    | 15 de junio      | Bayern de Múnich | Auckland City    | 10-0      |
| Copa Interamericana    | 1980    | 16 de marzo      | Olimpia          | FAS              | 5-0       |

#### En torneos nacionales
| Sudamérica |                       |                      |                      |           |
| Liga       | Fecha                 | Equipo ganador       | Equipo perdedor      | Resultado |
| Argentina  | 6 de octubre de 1974  | Banfield             | Puerto Comercial     | 13-1      |
| Bolivia    | 1983                  | Blooming             | 1 de mayo            | 13-0      |
| Brasil     | 1983                  | Corinthians          | Tiradentes           | 10-1      |
| Chile      | 19 de agosto de 1934  | Unión Española       | Morning Star         | 14-1      |
| Chile      | 1934                  | Magallanes           | Santiago National    | 14-1      |
| Colombia   | 29 de julio de 1951   | Deportivo Samarios   | Universidad Nacional | 12-1      |
| Ecuador    | 1969                  | Liga de Quito        | América              | 11-0      |
| Paraguay   | 12 de octubre de 1919 | River Plate          | Marte Atlético       | 16-0      |
| Perú       | 27 de octubre de 2024 | Sporting Cristal     | Unión Comercio       | 12-0      |
| Uruguay    | 1908                  | Montevideo Wanderers | French               | 13-0      |
| Venezuela  | 26 de abril de 1992   | Marítimo             | Salineros de Araya   | 13-0      |

| Norte, Centroamérica y el Caribe |                    |                    |                        |           |
| Liga                             | Fecha              | Equipo ganador     | Equipo perdedor        | Resultado |
| Costa Rica                       | 1930               | Orión              | Corsarios              | 14-2      |
| El Salvador                      |                    | Águila             | Juventud Independiente | 10-0      |
| Estados Unidos                   | 21 de mayo de 2016 | New York Red Bulls | New York City          | 7-0       |
| México                           | 26 de mayo de 1946 | Veracruz           | Monterrey              | 14-0      |
| Nicaragua                        |                    | Real Estelí        | Chinandega             | 13-2      |
| Guatemala                        | 1976               | Municipal          | Cobán Imperial         | 11 - 0    |

| Europa            |                          |                          |                       |           |  |
| Liga              | Fecha                    | Equipo ganador           | Equipo perdedor       | Resultado |  |
| Alemania          | 29 de abril de 1978      | Borussia Mönchengladbach | Borussia Dortmund     | 12-0      |  |
| Austria           | 19 de enero de 1941      | Austria Viena            | LASK Linz             | 21-0      |  |
| Bélgica           | 10 de enero de 1897      | Racing de Bruselas       | Sporting de Bruselas  | 18-0      |  |
| Bulgaria          | 1951                     | CSKA Sofia               | Torpedo Ruse          | 12-0      |  |
| Checoslovaquia    |                          | Slavia Praga             | Ceské Budejovice      | 15-1      |  |
| Croacia           |                          | NK Osijek                | Pazinka Pazin         | 11-1      |  |
| Dinamarca         |                          | AGF Aarhus               | Fremad Amager         | 13-1      |  |
| Escocia           | 1895                     | Celtic                   | Dundee                | 11-0      |  |
| Eslovaquia        |                          | Inter Bratislava         | JAS Bardejov          | 10-0      |  |
| Eslovenia         |                          | Olimpija Ljubljana       | Jadran Lama Dekani    | 12-0      |  |
| España            | 8 de febrero de 1931     | Athletic Club            | Barcelona             | 12-1      |  |
| Francia           |                          | Sochaux                  | Valenciennes          | 12-1      |  |
| Grecia            |                          | Olympiacos               | Fostiras              | 11-0      |  |
| Hungría           |                          | MAC                      | Typographia FC        | 20-0      |  |
| Inglaterra        | 4 de marzo de 1995       | Manchester United        | Ipswich Town          | 9-0       |  |
| Inglaterra        | 26 de octubre de 2019    | Leicester City           | Southampton           | 9-0       |  |
| Inglaterra        | 2 de febrero de 2021     | Manchester United        | Southampton           | 9-0       |  |
| Inglaterra        | 27 de agosto de 2022     | Liverpool                | AFC Bournemouth       | 9-0       |  |
| Irlanda           | 28 de octubre de 1928    | Shamrock Rovers          | Bray Unkowns          | 11-0      |  |
| Irlanda del Norte |                          | Glentoran                | Old Park              | 15-1      |  |
| Israel            |                          | Maccabi Tel Aviv         | Maccabi Rishon-Lezion | 13-0      |  |
| Italia            |                          | Torino                   | Alessandria           | 10-0      |  |
| Noruega           | 5 de mayo de 1996        | Rosenborg                | Brann                 | 10-0      |  |
| Países Bajos      | 24 de octubre de 2020    | Ajax Ámsterdam           | VVV-Venlo             | 13-0      |  |
| Polonia           | 1927                     | Wisła Cracovia           | TKS Torun             | 15-0      |  |
| Portugal          |                          | Sporting de Lisboa       | Leça                  | 14-0      |  |
| Portugal          |                          | Unidos Lisboa            | Vitória Setúbal       | 14-0      |  |
| Rumania           |                          | Carmen Bucureşti         | Prahova Ploieşti      | 13-0      |  |
| República Checa   | 28 de septiembre de 2007 | Slavia Praga             | Tescoma Zlín          | 7-1       |  |
| Rusia             | 5 de octubre de 2008     | Zenit San Petersburgo    | Luch-Energia          | 8-1       |  |
| Serbia            |                          | Partizan Belgrado        | Borac Čačak           | 10-0      |  |
| Suecia            |                          | Helsingborgs IF          | IFK Eskilstuna        | 13-1      |  |
| Suiza             |                          | Lausanne-Sport           | St. Gallen            | 15-2      |  |
| Turquía           | 12 de agosto de 2001     | Ankaragücü               | Antalyaspor           | 8-1       |  |
| Ucrania           | 11 de noviembre de 2004  | Dinamo Kiev              | Obolon Kiev           | 7-0       |  |
| Ucrania           | 11 de agosto de 2007     | Arsenal Kiev             | Zakarpattia Uzhhorod  | 7-0       |  |
| Unión Soviética   | 1949                     | Dinamo Moscú             | Shakhter Stalino      | 10-1      |  |
| Yugoslavia        |                          | Hajduk Split             | Vardar                | 12-1      |  |

- En torneos de Primera División.

#### En copas nacionales
| Sudamérica                        |                         |                             |                              |           |
| Torneo                            | Fecha                   | Equipo ganador              | Equipo perdedor              | Resultado |
| Copa Apertura de Chile            | 30 de abril de 1950     | Everton de Viña del Mar     | Santiago Wanderers           | 17-0      |
| Copa Argentina                    | 20 de julio de 2018     | Independiente               | Central Ballester            | 8-0       |
| Copa Federal de Fútbol Femenino   | 3 de febrero de 2021    | Gimnasia y Esgrima La Plata | Santa María de Oro           | 11-1      |
| Copa Bolivia                      | 4 de octubre de 2014    | Ramiro Castillo             | Escara                       | 10-0      |
| Copa de Brasil                    | 28 de febrero de 1991   | Atlético Mineiro            | Caiçara                      | 11-0      |
| Copa de Brasil de Fútbol Femenino | 14 de abril de 2012     | Vitória das Tabocas         | América de Natal             | 15-0      |
| Copa de Brasil de Fútbol Femenino | 24 de agosto de 2016    | São Francisco               | Boca Júnior de Cristinápolis | 15-0      |
| Copa Ecuador                      | 10 de noviembre de 2018 | La Gloria                   | Valle Catamayo               | 9-1       |
| Copa Paraguay                     | 29 de julio de 2021     | Fernando de la Mora         | Atlético Trébol              | 17-0      |
| Copa Bicentenario                 | 8 de julio de 2019      | Cienciano                   | Santa Rosa                   | 5-0       |
| Copa AUF Uruguay                  | 22 de junio de 2022     | Tacuarembó                  | Cooper                       | 5-1       |

| Europa          |                         |                |                 |           |
| Torneo          | Fecha                   | Equipo ganador | Equipo perdedor | Resultado |
| Copa de Francia | 27 de noviembre de 2021 | París F. C.    | CSC de Cayenne  | 14-0      |
| Copa de España  | 13 de junio de 1943     | Real Madrid    | Barcelona       | 11-1      |
| FA Cup          | 31 de octubre de 1874   | Wanderers      | Farningham      | 16-0      |